# Kara tysiąca cięć

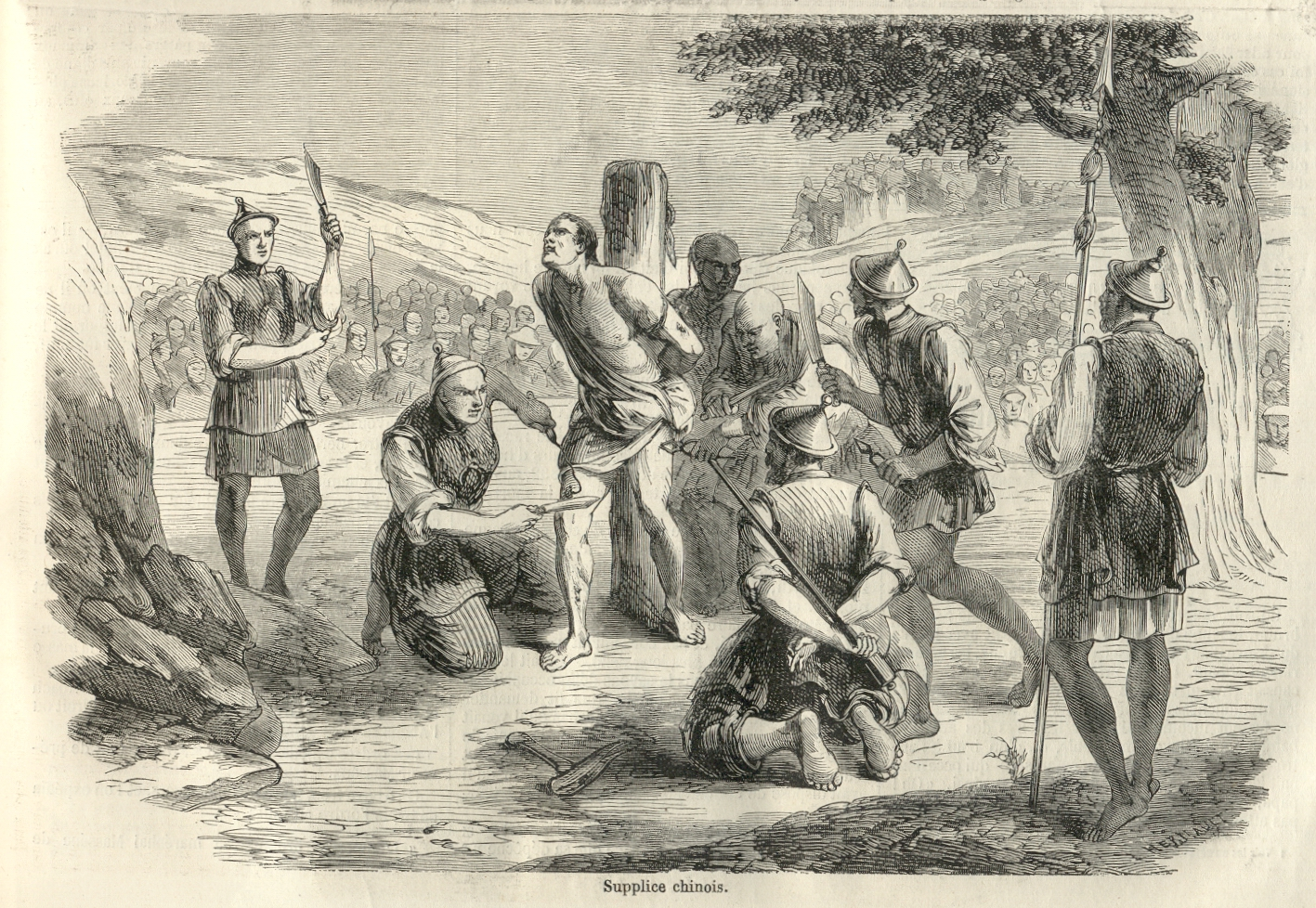
Wykonanie kary tysiąca cięć

Kara tysiąca cięć (chiń. upr. 凌迟; chiń. trad. 凌遲; pinyin língchí) – szczególnie okrutny sposób egzekucji i jednocześnie publicznej tortury w Cesarstwie Chińskim, stosowany od X wieku, do jej zniesienia (wraz z innymi formami tortur) w 1905 za sprawą reformy chińskiego systemu karnego przez prawnika i polityka Shen Jiabena.
Kara tysiąca cięć nie była oryginalnym pomysłem Chińczyków, lecz została zapożyczona od Kitanów. Ze względu na obce pochodzenie i nadmierne okrucieństwo, już w XIII wieku niektórzy chińscy urzędnicy i literaci występowali przeciwko stosowaniu língchí.
Egzekucja polegała na przywiązaniu skazanego do drewnianego pala i metodycznym odcinaniu nożem fragmentów ciała, co mogło trwać nawet cały dzień – do momentu śmierci skazańca. Zdarzało się, że kat losował z kosza noże, które podpisane były poszczególnymi częściami ciała. Egzekucja mogła też zakończyć się przebiciem serca lub ucięciem głowy skazańca. Dodatkowo skazańcowi podawano specjalną mieszankę ziół, która miała wyostrzyć jego zmysły (w tym czucie bólu).
Kara działała na trzech poziomach:
1. publiczne poniżenie,
2. długa, męcząca śmierć,
3. dodatkowa kara pośmiertna.

Taki rodzaj egzekucji stosowano jedynie w przypadkach najcięższych przestępstw, które podzielono na trzy typy:
1. zdrada stanu, bunt lub spisek przeciwko cesarzowi,
2. zabójstwo rodziców, rodzeństwa, lub właściciela przez jego niewolnika,
3. okrutne i nieludzkie zbrodnie, typu odcinanie części ciała żywych osób w celu uprawiania czarów oraz organizowanie lub bycie członkiem grup przestępczych.

Karę tę stosowano również wobec mężczyzn, którzy obcięli sobie warkoczyk będący znakiem lojalności wobec dynastii Qing. Ostatnia egzekucja wykonana przy użyciu tej metody odbyła się 9 kwietnia 1905 roku.